# Faith and the Muse
A Faith and the Muse 1994-ben alakult, amerikai gothic rock-dark wave együttes. Két tagja van, William Faith és Monica Richards. Az együttes nevének szó szerinti jelentése: "A hit és a múzsa", de az elnevezés inkább szójáték William Faith nevével és utalás Monica Richards-ra (ő a "múzsa", mivelhogy ő a nő a csapatban). Mindkettejüknek volt már tapasztalata a gótikus rock műfajban, hiszen több zenekarban is játszottak, például Christian Death, Strange Boutique, Shadow Project, Mephisto Walz, Sex Gang Children, de saját zenekarukat csak 1994-ben alapították meg. Diszkográfiájuk öt nagylemezt, egy koncertalbumot és egy válogatáslemezt tartalmaz, utóbbi lemezen az együttes demófelvételei és ritkaságai hallhatók.
Magyarországon eddig egyszer koncerteztek, 2009-ben, a Dürer Kertben.

## Diszkográfia

### Stúdióalbumok
- Elyria (1994)
- Annwyn, Beneath the Waves (1996)
- Evidence of Heaven (1999)
- The Burning Season (2003)
- Ankoku butoh (2009)

## Egyéb kiadványok
- Live in Mainz (16.10.1997) (koncertalbum, 1997)
- Vera Causa (különlegességeket tartalmazó válogatáslemez, 2001)